# Motifs de réseau
 (février 2021).
La mise en forme du texte ne suit pas les recommandations de Wikipédia : il faut le « wikifier ».
Les points d'amélioration suivants sont les cas les plus fréquents :
- Les titres sont pré-formatés par le logiciel. Ils ne sont ni en capitales, ni en gras.
- Le texte ne doit pas être écrit en capitales (les noms de famille non plus), ni en gras, ni en italique, ni en « petit »…
- Le gras n'est utilisé que pour surligner le titre de l'article dans l'introduction, une seule fois.
- L'italique est rarement utilisé : mots en langue étrangère, titres d'œuvres, noms de bateaux, etc.
- Les citations ne sont pas en italique mais en corps de texte normal. Elles sont entourées par des guillemets français : « et ».
- Les listes à puces sont à éviter, des paragraphes rédigés étant largement préférés. Les tableaux sont à réserver à la présentation de données structurées (résultats, etc.).
- Les appels de note de bas de page (petits chiffres en exposant, introduits par l'outil «  Source ») sont à placer entre la fin de phrase et le point final[comme ça].
- Les liens internes (vers d'autres articles de Wikipédia) sont à choisir avec parcimonie. Créez des liens vers des articles approfondissant le sujet. Les termes génériques sans rapport avec le sujet sont à éviter, ainsi que les répétitions de liens vers un même terme.
- Les liens externes sont à placer uniquement dans une section « Liens externes », à la fin de l'article. Ces liens sont à choisir avec parcimonie suivant les règles définies. Si un lien sert de source à l'article, son insertion dans le texte est à faire par les notes de bas de page.
- La présentation des références doit suivre les conventions bibliographiques. Il est recommandé d'utiliser les modèles {{Ouvrage}}, {{Chapitre}}, {{Article}}, {{Lien web}} et/ou {{Bibliographie}}. Le mode d'édition visuel peut mettre en forme automatiquement les références.
- Insérer une infobox (cadre d'informations à droite) n'est pas obligatoire pour parachever la mise en page.

Pour une aide détaillée, merci de consulter Aide:Wikification.
Si vous pensez que ces points ont été résolus, vous pouvez retirer ce bandeau et améliorer la mise en forme d'un autre article.
Les motifs de réseau sont de petits sous-graphs qui sont sur-représentés dans les réseaux biologiques (ou d'autres réseaux du monde réel). Ils ont été introduits par le groupe d'Uri Alon. Ils sont définis comme de petits motifs d'interconnexions se produisant dans des réseaux complexes à des nombres significativement plus élevés que ceux des réseaux aléatoires. Ils ont été utilisés pour étudier les réseaux de régulation transcriptionnelle de microorganismes bien étudiés, ainsi que d'organismes d'ordre supérieur. Il a été montré que ces réseaux semblent être constitués d'un petit ensemble de modèles de régulation récurrents, capturés par des motifs de réseau.

## Différents motifs connus

### Auto-régulation positive
L'autorégulation positive se produit lorsqu'un facteur de transcription (TF) active sa propre expression. Il a été établi que l'autorégulation positive peut augmenter la sensibilité aux signaux, produire une réponse de type interrupteur et favoriser la bistabilité, les réponses hystérétiques dépendantes de l'histoire ou la mémoire,,,. L'autorégulation ou l'auto-activation positive d'un TF entraîne une augmentation du nombre de molécules de TF et, par conséquent, une amplification de la réponse de sortie régulée par le TF,, ainsi qu'une amplification du bruit ou des variations entre cellules,. Toutes ces caractéristiques pourraient potentiellement favoriser ou entraver des voies spécifiques. L'autorégulation positive a également un impact significatif sur la dynamique de la réponse,. On a longtemps prédit, et plus tard démontré expérimentalement, que la rétroaction positive ralentit la cinétique de la synthèse des protéines de réponse, en raison du temps nécessaire pour produire la TF à un niveau suffisant pour l'activation. Une réponse lente peut ne pas être souhaitable pour de nombreuses tâches de signalisation. Dans les premiers temps, lorsque les exemples de TF auto-activés étaient encore rares, la vitesse de réponse a été suggérée comme un critère de sélection contre l'autorégulation positive. Depuis lors, on a découvert que beaucoup d'autres TF régulent positivement leur propre expression. Parmi les TF caractérisés par ∼200 chez Escherichia coli, environ la moitié sont autorégulés, et parmi ceux-ci, ∼30 TF sont positivement autorégulés. La fréquence de l'autorégulation positive suggère que le coût de la vitesse de réponse peut être surmonté ou toléré. L'évolution de ces voies d'autorégulation positive dépend du coût et du bénéfice définis par les diverses caractéristiques de la réponse.

### Auto-régulation négative
Le motif autorégulateur négatif, qui est l'un des motifs de réseau les plus simples et les plus abondants trouvés dans E. coli comprend un seul facteur de transcription, qui réprime sa propre transcription. Graphiquement, ce motif, est simplement une boucle à un seul nœud. Il a été démontré qu'il avait deux fonctions importantes. La première fonction est l'accélération de la réponse. Comparé à d'autres processus de régulation, comme la dégradation des protéines, le processus d'autorégulation permet une réponse plus rapide aux signaux. Cela a été démontré à la fois théoriquement et expérimentalement par l'utilisation de circuits génétiques synthétiques dans E. coli. Le second avantage est que le motif augmente la stabilité de la concentration du produit du gène contre le bruit stochastique. Il réduit donc les variations des niveaux de protéines entre les différentes cellules.

### Boucle de rétroaction/feedforward
La boucle de rétroaction se compose de trois nœuds x, y, et z, où x est directement lié à y et z, y et en outre est également directement lié à z. Les liens directs peuvent symboliser l'activation ou l'inhibition du gène cible, ou toute combinaison de ces deux éléments. Ainsi, huit versions différentes de ce motif peuvent être construites, chacune ayant une fonction biologique différente. Ce motif a une importance fonctionnelle. La première est une boucle de feedforward cohérente, observée dans l'utilisation de l'arabinose et dans les systèmes de flagelles de E. coli, et la seconde est une boucle de feedforward incohérente, qui apparaît dans le système de galactose de E. coli.
Dans la boucle de feedforward cohérente, tous les liens dirigés représentent le processus d'activation. Ainsi, le gène x active les deux gènes y et z, et le gène lui-même s'active à nouveau. Cela peut sembler redondant, mais on peut montrer que cela a des implications fonctionnelles importantes. Prenons le cas où le gène cible, z, ne peut être activé que s'il reçoit un signal des deux x et y. En utilisant une analogie informatique, nous disons qu'il sert de porte ET, car il ne produit un résultat positif que lorsque ses deux entrées sont positives. Le motif présente un décalage temporel entre le moment où x est activé et celui où z répond. En effet, z ne sera activé que lorsqu'une concentration y suffisante de produits aura été produite. Il en résulte que de courtes expressions sporadiques x du gène disparaîtront avant même que z soit activé. Ce motif fonctionne donc comme un filtre, ignorant les perturbations stochastiques à court terme et ne répondant qu'aux perturbations persistantes. La caractéristique complémentaire augmente lorsque le gène cible sert de porte OU. Dans ce cas, z est activée par x ou y, auquel cas la réponse retardée apparaîtra si x cesse soudainement d'être exprimée, auquel cas z restera active pendant un certain temps, tant qu'une abondance suffisante de son produit persistera. Ainsi, la stabilité de l'expression z est assurée contre les chutes soudaines et à court terme de la production de x. Ce type de comportement est observé dans le système des flagelles de E. coli, où une activation persistante des flagelles est maintenue même en cas de perte transitoire du signal d'entrée.
Une version surprenante, mais néanmoins répandue, du motif de feedforward est la boucle de feedforward incohérente. Ici, bien que x active y et z, le lien entre y et z est inhibiteur. Ce câblage apparemment contradictoire conduit à une caractéristique fonctionnelle intéressante. Prenons l'exemple d'une activation soudaine du gène x, due, par exemple, à un signal externe. En conséquence, y et z seront activés aussi. Pendant une courte période après l'activation de x, les niveaux d'expression de z seront en constante augmentation, en raison de son activation par x. Cependant, après qu'une quantité suffisante y de produits ait été produite, l'expression de z sera supprimée, en raison de son inhibition par y. Cette version du motif traduit donc un signal persistant induit par en un pic d'activation du gène cible, z.

### Régulons Denses Superposés/ Dense Overlapping Regulons

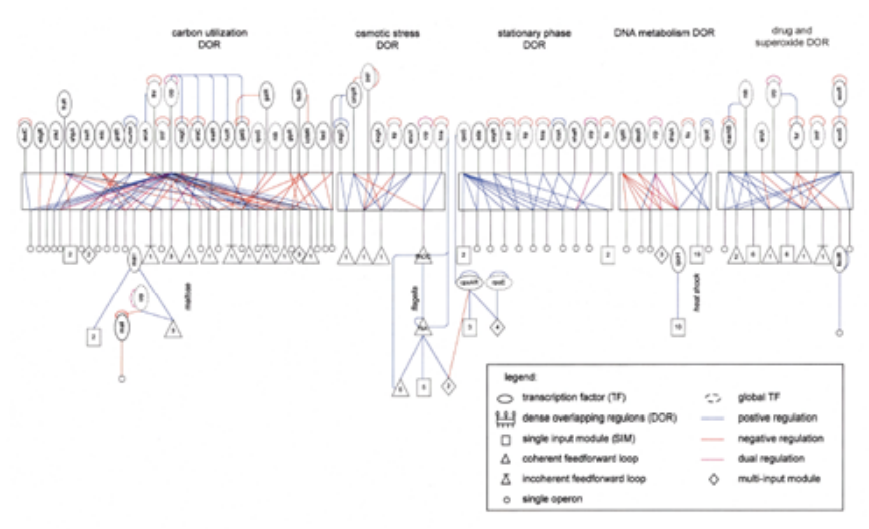
Une représentation modulaire du réseau de transcription d'E. Coli à l'aide de motifs de réseau. Les nœuds représentent les opérons et les lignes représentent les réglementations transcriptionnelles. Chaque motif DOR est nommé d'après la fonction commune de ses opérons de sortie. Les facteurs de transcription globaux régulant plus de 10 opérons peuvent apparaissent dans plusieurs sous-graphiques.

Le Dense Overlapping Regulons (DOR) est un motif de taille variable, il est une généralisation d'un bi-fan. Ce motif représente une couche d'interactions qui se chevauchent entre les opérons et un groupe de facteurs de transcription, qui est beaucoup plus dense que les structures correspondantes dans les réseaux aléatoires. Ces motifs ont été recherchés en utilisant une procédure de regroupement qui considérait tous les opérons régulés par deux ou plusieurs facteurs de transcription. Une mesure de distance basée sur le nombre de facteurs de transcription régulant les deux opérons a été définie. Un algorithme de classification hiérarchique standard a ensuite été utilisé pour combiner des opérons en DOR. Ensuite, des opérons supplémentaires régulés par les mêmes facteurs de transcription que les gènes du DOR y ont été ajoutés. Le choix exact de l'algorithme de clustering joue ici un rôle, car les auteurs rapportent des résultats différents pour différents choix d'algorithmes. Shen-Orr et al ont utilisé le clustering d'opérons pour dériver six DOR, dont les opérons partagent une fonction commune. Il a été constaté que les ensembles de gènes régulés par différents facteurs de transcription se chevauchent beaucoup plus que prévu au hasard. Cet enrichissement est quantifié par la fréquence des paires de gènes régulés par les deux mêmes facteurs de transcription (P <0,001). Les grands motifs DOR permettent une représentation modulaire compacte du réseau transcriptionnel de E. coli qui peut être vu sur la figure jointe. On peut clairement voir qu'une seule couche de DOR se connecte entre la plupart des facteurs de transcription et les opérons effecteurs. Les boucles feedforward et SIM sont fréquentes à la sortie de cette couche.